# 新潟県道129号犀潟柿崎線
新潟県道129号犀潟柿崎線（にいがたけんどう129ごう さいがたかきざきせん）は、新潟県上越市内を通る一般県道である。

## 概要

### 路線データ
- 起点：新潟県上越市大潟区犀潟字五番割（新潟県道468号大潟上越線交点）
- 終点：新潟県上越市柿崎区竹鼻字石川（国道8号交点）

## 地理

### 通過する自治体
- 新潟県上越市

### 接続する道路
- 新潟県道468号大潟上越線（起点：上越市大潟区犀潟字五番割）
- 新潟県道258号長坂潟町停車場線（上越市大潟区土底浜 - 上越市大潟区潟町（「新潟県道120号潟町停車場線」交点）で重複）
- 新潟県道120号潟町停車場線（上越市大潟区潟町）
- 新潟県道313号上下浜停車場線（上越市柿崎区上下浜）
- 新潟県道30号新井柿崎線（上越市柿崎区直海浜）
- 新潟県道119号柿崎停車場線（上越市柿崎区柿崎）
- 新潟県道25号柿崎小国線（住吉町交差点）
- 国道8号（北陸道）（終点：上越市柿崎区竹鼻字石川）

### 周辺
- JR信越本線
  - 犀潟駅 - 土底浜駅 - 潟町駅 - 上下浜駅 - 柿崎駅
- 北越急行ほくほく線
  - 犀潟駅
- 北陸自動車道
  - 大潟PA - 潟町BS - 柿崎IC
- 独立行政法人国立病院機構さいがた医療センター
- 新潟県警察本部 運転免許センター 上越支所
- 上越地域消防事務組合 頸北消防署
- 新潟県立柿崎病院
- 上越市役所
  - 大潟区総合事務所（旧・大潟町役場）
  - 柿崎区総合事務所（旧・柿崎町役場）
- 新潟県立久比岐高等学校
- 上越市立大潟町中学校
- 上越市立柿崎中学校
- 上越市立大潟町小学校
- 上越市立上下浜小学校
- 上越市立柿崎小学校
- 第四北越銀行 柿崎支店
- 上越信用金庫
  - 大潟支店
  - 柿崎支店
- JAえちご上越
  - 大潟支店
  - はまなす支店
- 犀潟郵便局
- 潟町郵便局
- 上下浜郵便局
- 柿崎郵便局
- 信越化学工業グループ
  - 直江津電子工業 本社
  - 信越半導体 犀潟工場
- 第一工業製薬 大潟事業所
- 帝石トッピング・プラント 頸城製油所（国際石油開発帝石グループ）
- ブルボン 上越工場
- 大和ハウス工業 新潟工場
- 上越建設工業 本社
- 理研製鋼 柿崎工場（大同特殊鋼グループ）
- コメリハードアンドグリーン 大潟店
- オオガタショッピングセンター
  - ナルス 大潟SC店
- ナルス 柿崎店
- ドラッグストアーオオクマ 柿崎店
- 柿崎上下浜温泉
- 鵜の浜温泉
- 鵜の浜海水浴場
- 大潟水と森公園
- 柿崎川